# Sauda
Sauda és un municipi situat al comtat de Rogaland, Noruega. Té 4.710 habitants (2016) i la seva superfície és de 546,31 km². El centre administratiu del municipi és el poble homònim.

## Ciutats agermanades
Sauda manté una relació d'agermanament amb les següents localitats:
- San Juan del Sur, Nicaragua